# Irene Martínez Gamba
Irene Martínez Gamba (1957) é uma matemática argentina–estadunidense. É professora de matemática da Universidade do Texas em Austin.

## Formação e carreira
Gamba graduou-se na Universidade de Buenos Aires em 1981. Foi para a Universidade de Chicago na pós-graduação, onde obteve um mestrado em 1985 e um Ph.D. em 1989, orientada por Jim Douglas, Jr.
Após estudos de pós-doutorado na Universidade de Purdue e no Instituto Courant de Ciências Matemáticas da Universidade de Nova Iorque (NYU) foi professora assistente da NYU em 1994, e foi para a Universidade do Texas em Austin em 1997, onde foi Joe B. and Louise Cook Professor de 2007 a 2013, John T. Stuart III Centennial Professor de 2013 a 2014, e W.A. Tex Moncreif, Jr. Chair desde 2014.

## Reconhecimentos
Em 2012 foi eleita fellow da Society for Industrial and Applied Mathematics, e uma dos fellows inaugurais da American Mathematical Society. A Association for Women in Mathematics a selecionou como Sonia Kovalevsky Lecturer em 2014.